# 多孔介質

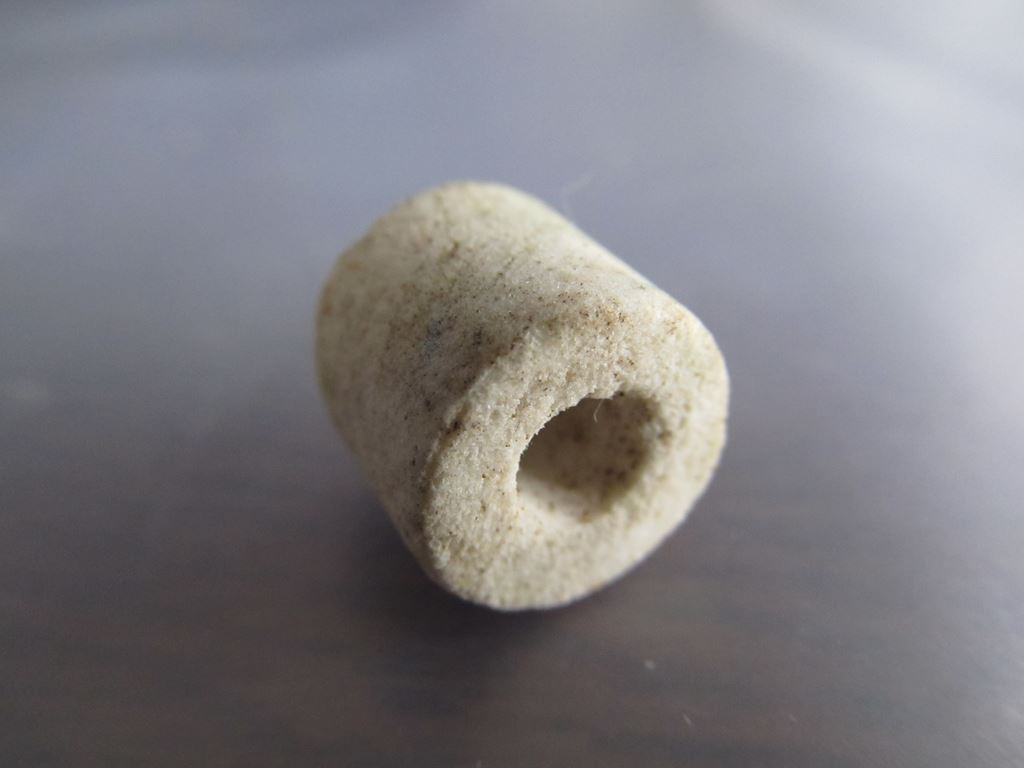
玻璃多孔過濾介質.

多孔介質是指由許多骨架形成大量微小縫隙的物質，像是這對滲流力學非常重要，因為流體在多孔介質就呈現滲流的方式運動。一般多孔介質的空隙都是相通的，也可能是部分連通、部分不連通的。

## 類型
多孔介質有許多種，一般按它的成因和組成來分類:多孔介質可分為天然多孔介質和人造多孔介質，天然多孔介質又分為地下多孔介質 和生物多孔介質，地下多孔介質是由岩石和土壤組成的多孔介質，像是砂岩、石灰岩和煤炭等。另外生物多孔介質是指由植物和動物構成的多孔介質，例如植物的根、莖等，和動物的肺、肝等，會形成多孔介質的原因主要是裡面有許多微小管狀物。人造多孔介質例如磚塊就是。